# فرانك كابريو
فرانشيسكو كابريو (بالإنجليزية: Frank Caprio) والمعروف أكثر باسمِ فرانك كابريو (23 نوفمبر 1936 - 20 أغسطس 2025) هو رئيس القضاة في بروفيدنس برود آيلاند والرئيس السابق لمجلس محافظي رود آيلاند. حقّقَ كابريو شهرة محليّة وعالميّة بفضلِ ظهوره في برنامج تلفزيوني بعنوان اعتُقِلَ فِي بُروفِيدَنْسْ، وهو البرنامج الذي حقّق نسب مشاهدة عاليّة بلغت حتّى عام 2017 أكثر من 15 مليون زيارة، ثمّ وصلَ عدد المشاهدات في عام 2019 إلى حوالي 100 مليون؛ منها 30 مليون مشاهدة في مقطع واحد رُفعَ على موقع يوتيوب.

## الحياة المُبكّرة والتعليم
وُلِد فرانك كابريو في أسرة مكوّنة من ثلاثة أبناء بالإضافةِ إلى والده الذي يُدعى أنطونيو كابريو ووالدته التي تُدعى فيلومينا كابريو في حيّ فيدرال هيل في بروفيدنس. كان والده مهاجرًا إيطاليًا من تيانو فيما تعودُ أصول والدته إلى مدينة بروفيدنس بالولايات المتحدة. عملَ والده في البداية كبائعٍ متجول حيثُ كان يبيعُ الفواكه والحليب.
التحقَ كابريو بالمدرسة العامّة في بروفيدنس؛ وعمل في الوقتِ ذاته في كغاسلٍ للصحون وملمّع للأحذية لكسبِ مزيدٍ من المال. تخرّجَ من المدرسة الثانوية في عام 1953، ثمّ التحقَ بكليّة بروفيدنس التي نالَ منها شهادة البكالوريوس. بعد التخرج؛ بدأَ فرانك العمل كمُدرّسٍ في مدرسة الأمل الثانوية في بروفيدنس برود آيلاند قبلَ أن يتلحقَ بكلية الحقوق بجامعة سوفولك في بوسطن ما مكّنه بعد التخرج من أن يصيرَ محاميًا.

## المسيرة المهنيّة
انتُخبَ فرانك كابريو لعضوية مجلس مدينة بروفيدنس في عام 1962 وخدم فيها حتى عام 1968. انتخُب من جديد كمندوبٍ للمجلس في مؤتمر رود آيلاند الدستوري في عام 1975 حيثُ تم انتخابه مندوبًا عن خمس اتفاقيات وطنية ديمقراطية. شغلَ منصب رئيس مجلس محافظي رود آيلاند للتعليم العالي الذي يتحكَّم في القرارات الرئيسية لجامعة رود آيلاند وكلية رود آيلاند وكلية المجتمع في رود آيلاند. شغلَ منذ عام 1985 منصب قاضي محكمة في بلدية بروفيدنس، حيثُ ترأسّ عددًا من المؤتمرات وشاركَ في عدّة مناسبات كما باتَ معروفًا في داخل البلدة. في 24 أيلول/سبتمبر 2018؛ شاركَ فرانك في برنامج اعتُقلَ في بروفيدنس الذي عُرض محليًا وفيه تعرّف عليه الجمهور الأمريكي ثمّ زادت شهرته بعدما تمّ تداول فيديوهاته على مواقع التواصل في مُختلف بلدان العالم. حقّق البرنامج نجاحًا كبيرًا فتمّ تمديدهُ لموسمٍ ثاني عُرض في كانون الثاني/يناير 2019.
في كلية الحقوق بجامعة سوفولك؛ أسَّس كابريو صندوق أنطونيو للمنح الدراسية، وهو صندوقٌ يقضي بتقديمِ منحٍ لطلاب رود آيلاند الملتزمين بتحسين الوصول إلى الخدمات القانونية في أحياء رود آيلاند الحضرية. أنشأَ أيضًا منحًا دراسية في كلية بروفيدنس وكذا في كلية الحقوق في سوفولك كما ساعدَ خريجي المدرسة الثانوية في مدينته في إطار برنامجٍ سُمّي على شرف والده. في عام 1983؛ أصبحَ فرانك رئيسًا مشاركًا لمؤسسة رود آيلاند كما كانَ عضوًا في مجلس حكام التعليم الابتدائي والثانوي ومجلس المحافظين، وهو عضوٌ في مجلس الرئيس في كلية بروفيدنس.

## الجوائز والتكريمات
حصل فرانك كابريو على الدكتوراه الفخرية في القانون من كلية الحقوق بجامعة سوفولك في عام 1991 وكلية بروفيدنس في عام 2008، كما حصل على دكتوراه فخرية في الخدمة العامة من جامعة رود آيلاند في عام 2016. بحلول آب/أغسطس 2018؛ حصلَ كابريو على جائزة دائرة المنتجين في مهرجان رود آيلاند السينمائي الدولي.

## الحياة الشخصية
فرانك كابريو متزوج من جويس إي كابريو منذُ أكثر من 50 عامًا، ولدى الثنائي خمسة أطفال منهم: فرانك ت. كابريو، ديفيد كابريو، ماريسا كابريو بيسيه، جون كابريو وبول كابريو، بالإضافةِ إلى سبعة أحفاد.